# Dorcadion ispartense
Dorcadion ispartense là một loài bọ cánh cứng trong họ Cerambycidae.